# Mschesch I. Gnunin
Mschesch I. Gnunin (armenisch Մժեժ Ա Գնունին Mejēj I Gnouni, griechisch Mezezios Gnouni) war der Marzban von Armenien von 518 bis 548. Er stammte aus der adligen Familie Gnuni.

## Leben
Um 515–516 drangen die Hunnen in Armenien ein. In dieser Zeit organisierte Fürst Mschesch Gnouni den Widerstand und konnte sie tatsächlich zurückwerfen. In Anerkennung seiner Erfolge ernannte ihn der Sassanidenkönig Kavadh I. 518 zum Marzban des persischen Armenien (Parskahayastan Պարսկահայաստան).

Der Chronist Samuel Anetsi (Սամուել Անեցի) schreibt: 

„Nach dem Patricius Vard (Վարդ Մամիկոնյան), dem Bruder Vahans, regierten persische Marzbane Armenien während elf Jahren ... Die Regierung Armeniens ging dann an Mschesch aus der Familie der Gnouni, der dreißig Jahre herrschte.“

In dieser Zeit konnte er Religionsfrieden erhalten. 527 schlug Mschesch Gnouni eine weitere Hunnen-Invasion zurück. Auch die Spannungen zwischen dem Byzantinischen und persischen Reich konnte er für sich ausnutzen.